# وینچه تمپرا
وینچه تمپرا (ایتالیایی: Vince Tempera؛ زادهٔ ۱۸ سپتامبر ۱۹۴۶) موسیقی‌دان، رهبر ارکستر، آهنگساز، تهیه‌کننده موسیقی و نوازنده پیانو اهل ایتالیا است.
از فیلم‌هایی که وی در آن‌ها نقش داشته است، می‌توان به همه می‌توانند پولدار شوند به‌جز فقرا، چهار سرنوشت شوم و هفت نت سیاه‌رنگ اشاره نمود. یکی از تم‌های اصلی موسیقی هفت نت سیاه‌رنگ بعدها در موسیقی فیلم بیل را بکش: بخش ۱ به کارگردانی کوئنتین تارانتینو به‌کار رفت. او با هنرمندانی چون زوکرو فورناچاری، آنتونلو وندیتی و مینا همکاری داشته است. وی همچنین به‌عنوان رهبر ارکستر و گروه موسیقی در چندین اجرا در جشنواره موسیقی سانرمو و مسابقه آواز یوروویژن (۱۹۷۵) حضور فعال داشت.